# دنی کرند
دنی کرند (انگلیسی: Danny Crerand؛ زادهٔ ۵ مهٔ ۱۹۶۹) بازیکن فوتبال اهل بریتانیا است.
از باشگاه‌هایی که در آن بازی کرده‌است می‌توان به باشگاه فوتبال روچدیل و باشگاه فوتبال آلترینچام اشاره کرد.